# Steve Bloomer
Stephen Bloomer (ur. 20 stycznia 1874, zm. 16 kwietnia 1938) – angielski piłkarz grający na pozycji napastnika, trener, uważany za najlepszego piłkarza swojej epoki.

## Kariera
Stephen Bloomer w czasie kariery piłkarskiej reprezentował barwy klubów: dwukrotnie Derby County (1892–1906, 1910–1914 – pięciokrotny król strzelców ekstraklasy angielskiej: 1896 (20 goli), 1897 (22 gole), 1899 (23 gole), 1901 (23 gole), 1904 (20 goli)) oraz FC Middlesbrough (1906–1910). Łącznie w ekstraklasie angielskiej rozegrał 536 meczów, w których strzelił 317 goli. W ciągu swojej kariery zdobył pięciokrotnie koronę króla strzelców ekstraklasy w latach: 1896 (20 goli), 1897 (22 gole), 1899 (23 gole), 1901 (23 gole) i 1904 (20 goli). Jako piłkarz rozegrał 536 meczów w Division One strzelając w nich 317 bramek. Jest do tej pory uważany za najlepszego piłkarza w historii Derby County, mimo iż nie osiągnął z tym klubem znaczących sukcesów.

## Kariera reprezentacyjna
Steve Bloomer w reprezentacji Anglii w latach 1895–1907 rozegrał 23 mecze, w których strzelił 28 goli. Debiut zaliczył 9 marca 1895 roku w Derby w wygranym 9:0 meczu z reprezentacją Irlandii Północnej w ramach British Home Championship 1895, w którym Bloomer strzelił 2 gole. Ostatni mecz w reprezentacji Anglii rozegrał 6 kwietnia 1907 roku w Newcastle upon Tyne w zremisowanym 1:1 meczu z reprezentacją Szkocji w ramach British Home Championship 1907, w którym Bloomer strzelił 1 gola.

## Kariera trenerska
Steve Bloomer po zakończeniu kariery piłkarskiej rozpoczął karierę trenerską. Trenował kluby: Britannia Berlin (1914) oraz Real Unión (1923–1925), z którym zdobył Puchar Króla 1924.

## Statystyki

### Reprezentacyjne
| Reprezentacja | Rok     | Mecze | Bramki |
| ------------- | ------- | ----- | ------ |
| Anglia        |         |       |        |
| 1895          | 2       | 3     |        |
| 1896          | 2       | 6     |        |
| 1897          | 3       | 4     |        |
| 1898          | 1       | 2     |        |
| 1899          | 3       | 4     |        |
| 1900          | 1       | 1     |        |
| 1901          | 2       | 5     |        |
| 1902          | 3       | 0     |        |
| 1903          | 0       | 0     |        |
| 1904          | 1       | 1     |        |
| 1905          | 3       | 1     |        |
| 1906          | 0       | 0     |        |
| 1907          | 2       | 1     |        |
| Łącznie       | Łącznie | 23    | 28     |

| Mecze w reprezentacji | Mecze w reprezentacji | Mecze w reprezentacji | Mecze w reprezentacji | Mecze w reprezentacji | Mecze w reprezentacji          | Mecze w reprezentacji       |
| Lp.                   | Data                  | Miasto                | Przeciwnik            | Wynik                 | Rozgrywki                      | Uwaga                       |
| --------------------- | --------------------- | --------------------- | --------------------- | --------------------- | ------------------------------ | --------------------------- |
| 1.                    | 09.03.1895            | Derby                 | Irlandia Północna     | 9:0                   | British Home Championship 1895 | Gol · Gol                   |
| 2.                    | 06.04.1895            | Liverpool             | Szkocja               | 3:0                   | British Home Championship 1895 | Gol                         |
| 3.                    | 07.03.1896            | Belfast               | Irlandia Północna     | 2:0                   | British Home Championship 1896 | Gol                         |
| 4.                    | 16.03.1896            | Cardiff               | Walia                 | 9:1                   | British Home Championship 1896 | Gol · Gol · Gol · Gol · Gol |
| 5.                    | 20.02.1897            | Nottingham            | Irlandia              | 6:0                   | British Home Championship 1897 | Gol · Gol                   |
| 6.                    | 29.03.1897            | Sheffield             | Walia                 | 4:0                   | British Home Championship 1897 | Gol                         |
| 7.                    | 03.04.1897            | Londyn                | Szkocja               | 1:2                   | British Home Championship 1897 | Gol                         |
| 8.                    | 02.04.1898            | Glasgow               | Szkocja               | 3:1                   | British Home Championship 1898 | Gol · Gol                   |
| 9.                    | 18.02.1899            | Sunderland            | Irlandia              | 13:2                  | British Home Championship 1899 | Gol · Gol                   |
| 10.                   | 20.03.1899            | Bristol               | Walia                 | 4:0                   | British Home Championship 1899 | Gol · Gol                   |
| 11.                   | 08.04.1899            | Birmingham            | Szkocja               | 2:1                   | British Home Championship 1899 |                             |
| 12.                   | 07.04.1900            | Glasgow               | Szkocja               | 1:4                   | British Home Championship 1900 | Gol                         |
| 13.                   | 18.03.1901            | Newcastle upon Tyne   | Walia                 | 6:0                   | British Home Championship 1901 | Gol · Gol · Gol · Gol       |
| 14.                   | 30.03.1901            | Londyn                | Szkocja               | 2:2                   | British Home Championship 1901 | Gol                         |
| 15.                   | 03.03.1902            | Wrexham               | Walia                 | 0:0                   | British Home Championship 1902 |                             |
| 16.                   | 22.03.1902            | Belfast               | Irlandia              | 1:0                   | British Home Championship 1902 |                             |
| 17.                   | 03.05.1902            | Birmingham            | Szkocja               | 2:2                   | British Home Championship 1902 |                             |
| 18.                   | 09.04.1904            | Glasgow               | Szkocja               | 1:0                   | British Home Championship 1904 | Gol                         |
| 19.                   | 25.02.1905            | Middlesbrough         | Irlandia              | 1:1                   | British Home Championship 1905 | Gol                         |
| 20.                   | 27.03.1905            | Liverpool             | Walia                 | 3:1                   | British Home Championship 1905 |                             |
| 21.                   | 01.04.1905            | Londyn                | Szkocja               | 1:0                   | British Home Championship 1905 |                             |
| 22.                   | 18.03.1907            | Londyn                | Walia                 | 1:1                   | British Home Championship 1907 |                             |
| 23.                   | 06.04.1907            | Newcastle upon Tyne   | Szkocja               | 1:1                   | British Home Championship 1907 | Gol                         |

## Sukcesy

### Zawodnicze
Derby County
- Król strzelców ekstraklasy angielskiej: 1896 (20 goli), 1897 (22 gole), 1899 (23 gole), 1901 (23 gole), 1904 (20 goli)

### Trenerskie
Real Unión
- Puchar Króla: 1924